# Poșoloaca
Poșoloaca (węg. Pósalaka) – wieś w Rumunii, w okręgu Bihor, w gminie Tileagd. W 2011 roku liczyła 393 mieszkańców.